# Михаил Зантополов
Михаил Георгиев Зантополов е български политик, антифашист, активист на Българската комунистическа партия.

## Биография
Михаил Зантополов е роден на 10 септември 1902 г. в Добрич, а във Варна се преселва след края на Първата световна война.
През 1920 – 1924 г. е секретар на Окръжния комитет на Българския комунистически младежки съюз във Варна. Работи за обединение на комунисти и земеделци. През 1924 г., месеци след Септемврийското въстание, Зантополов е арестуван и осъден на доживотен затвор. След 10 години е освободен и емигрира в СССР.
На 26 август 1944 г. на път за България заедно със Станке Димитров и други български емигранти Михаил Зантополов загива при самолетна катастрофа край Брянск.
През 1981 г. на улица „Цариброд“ във Варна е издигнат паметник на Михаил Зантополов.